# Тойвонен, Эстер
Эстер Тойвонен (фин. Ester Toivonen; 7 августа 1914, Хамина, Выборгская губерния, Великое княжество Финляндское, Российская империя — 29 декабря 1979, Хельсинки, Финляндия) — финская киноактриса
, модель, победительница конкурсов красоты Мисс Финляндия 1933 и мисс Европа (1934).

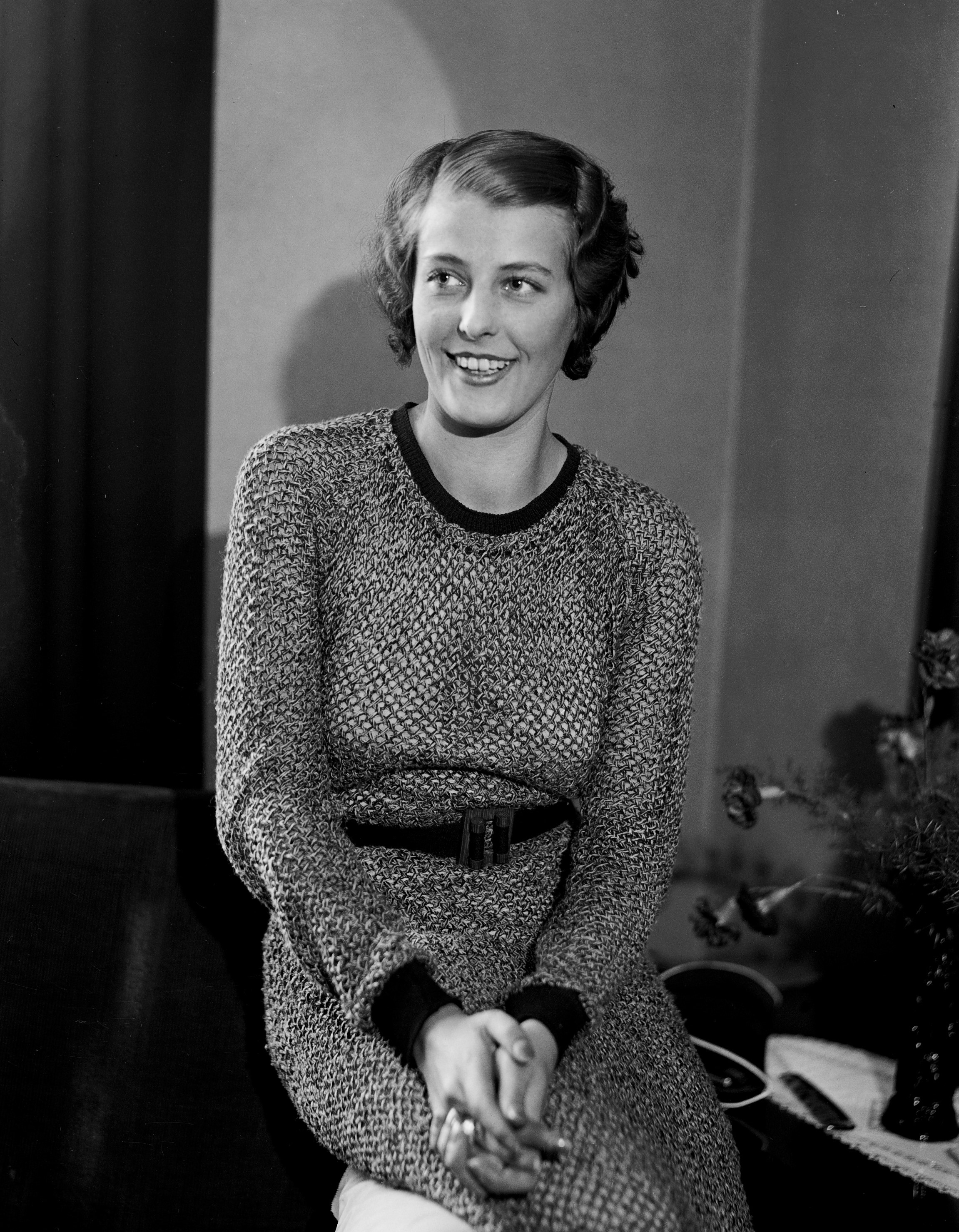
Эстер Тойвонен в 1934 г.

## Биография
В подростковом возрасте работала летним помощником в магазине модной одежды в Хамине. Позже переехала с семьёй в Хельсинки, где с 19 лет работала в хлебной лавке, когда её обнаружил директор Helsinki Golf-Casino, где финны проводили конкурс красоты.
После победы в 1933 году в национальном конкурсе Мисс Финляндия, в следующем году представляла свою страну на конкурсе красоты мисс Европа и также стала победительницей. Была первой успешной представительницей Финляндии за рубежом на международных конкурсах.
После победы на европейском конкурсе ею заинтересовались крупные кинокомпании США и Германии. При содействии Эркки Кару, директора киностудии «Suomi-Filmi» с 1934 по 1943 год снималась в кино. Сыграла в 14, в основном, комедийных фильмах.
После завершения кинокарьеры Тойвонен принимала активное участие в общественной деятельности, много путешествовала.
В 1943 году вышла замуж и родила 2-х детей. Умерла от рака лёгких.
В 1938 году финский скульптор Вяйнё Аалтонен создал мраморную статую Э. Тойвонен «Мисс Европа 1934»

## Избранная фильмография
- 1934 — Наш сын в воздухе—мы на земле
- 1935 — Козёл отпущения
- 1936 — Удача
- 1938 — За спичками
- 1938 — Деревенские башмачники
- 1943 — Белые розы